# Освајачи олимпијских медаља у триатлону
Триатлон на Летњим олимпијским играма дебитовао је 2000. на играма у Сиднеју. Следећа листа презентује све освајаче златних, сребрних и бронзаних медаља на Олимпијским играма у триатлону.

## Мушкарци
| Игре                 |                                        |                                        |                                        |
| 2000. Сиднеј         | Сајмон Витфилд · Канада                | Штефан Вучковић · Немачка              | Јан Ржехула · Чешка                    |
| 2004. Атина          | Хемиш Картер · Нови Зеланд             | Беван Дочерти · Нови Зеланд            | Свен Ридерер · Швајцарска              |
| 2008. Пекинг         | Јан Фродено · Немачка                  | Сајмон Витфилд · Канада                | Беван Дочерти · Нови Зеланд            |
| 2012. Лондон         | Алистер Браунли · Уједињено Краљевство | Хавијер Гомез Ноја · Шпанија           | Џонатан Браунли · Уједињено Краљевство |
| 2016. Рио де Жанеиро | Алистер Браунли · Уједињено Краљевство | Џонатан Браунли · Уједињено Краљевство | Хенри Схуман · Јужноафричка Република  |

## Жене
| Игре                 |                                            |                                |                                            |
| 2000. Сиднеј         | Бригит Макмехон · Швајцарска               | Мишел Џонс · Аустралија        | Магали Месмер · Швајцарска                 |
| 2004. Атина          | Кејт Ален · Аустрија                       | Лорета Хароп · Аустралија      | Сузан Вилијамс · Сједињене Америчке Државе |
| 2008. Пекинг         | Ема Сноувсил · Аустралија                  | Ванеса Фернандеш · Португалија | Ема Мофат · Аустралија                     |
| 2012. Лондон         | Никола Шпиринг · Швајцарска                | Лиза Норден · Шведска          | Ерин Деншам · Аустралија                   |
| 2016. Рио де Жанеиро | Гвен Јоргенсен · Сједињене Америчке Државе | Никола Шпиринг · Швајцарска    | Вики Холенд · Уједињено Краљевство         |